# Deadweight (álbum)
Deadweight es el segundo álbum de estudio de la banda estadounidense de metalcore Wage War. Fue lanzado el 4 de agosto de 2017 a través de Fearless Records y fue producido por  Andrew Wade y Jeremy McKinnon. También es el primer álbum en el que el vocalista principal, el británico Bond, hace voces limpias junto a Cody Quistad en las canciones "Never Enough" y "Gravity".

## Lista de canciones
| N.º | Título                    | Duración |  |
| 1.  | «Two Years»               | 1:15     |  |
| 2.  | «Southbound»              | 2:56     |  |
| 3.  | «Don't Let Me Fade Away»  | 4:05     |  |
| 4.  | «Stitch»                  | 3:25     |  |
| 5.  | «Witness»                 | 3:53     |  |
| 6.  | «Deadweight»              | 3:36     |  |
| 7.  | «Gravity»                 | 3:51     |  |
| 8.  | «Never Enough»            | 3:11     |  |
| 9.  | «Indestructible»          | 4:12     |  |
| 10. | «Disdain»                 | 2:04     |  |
| 11. | «My Grave Is Mine to Dig» | 3:26     |  |
| 12. | «Johnny Cash»             | 3:52     |  |

## Posicionamiento en lista
| Lista (2017)                          | Posición |
| ------------------------------------- | -------- |
| Australia (ARIA)                      | 45       |
| UK Rock & Metal Albums (OCC)          | 15       |
| Estados Unidos (Billboard 200)        | 54       |
| Estados Unidos (Top Rock Albums)      | 8        |
| Estados Unidos (Top Hard Rock Albums) | 2        |

## Personal
Wage War
- Briton Bond - Voz, Voz gutural
- Cody Quistad - Guitarra rítmica y voces claras
- Seth Blake - Guitarra líder
- Chris Gaylord - Bajo
- Stephen Kluesener - Batería